# Trematopygus spiniger
Trematopygus spiniger là một loài tò vò trong họ Ichneumonidae.